# Liar/W.M.A.D
「Liar/W.M.A.D」（ライアー/ダブリュー エム エー ディー）は、東京女子流の8枚目の両A面シングル。2011年11月23日にavex traxから発売。

## 概要
「Liar」は2011年10月の「CONCERT*01 『Limited addiction』」で初披露された楽曲。初の失恋ソング。
「W.M.A.D」は2011年5月の「1st JAPAN TOUR」で初披露された楽曲。なお、このタイトルは『ピーター・パン』の登場人物で主人公に憧れる少女の名前「ウェンディ・モイラー・アンジェラ・ダーリング」にちなみつけられた。
Type-A、Type-B（いずれもCDとDVDのセット）、Type-C（CD-EXTRA仕様）、Type-D（CDのみ）の4形態。

## 収録曲
1. Liar（=TGS17）
作詞：春和文、作曲：Asiatic Orchestra（Vanir）、編曲：松井寛
2. W.M.A.D（=TGS12）
作詞：鈴木静那 作曲：渡辺翔 編曲：松井寛
3. Liar -Royal Mirrorball Mix-
type-Dにのみ収録。
4. Liar（Instrumental）
5. W.M.A.D（Instrumental）

### DVD

#### Type-A
1. おでかけムービー〜大阪・新世界編〜

#### Type-B
1. Liar （Video Clip）
ミュージック・ビデオ監督：多田卓也[2]
2. メイキング映像

### CD-Extra

#### Type-C
1. 1st JAPAN TOUR 2011〜鼓動の秘密〜でのライブ映像
（W.M.A.D / きっと 忘れない、、、 / サヨナラ、ありがとう。）